# Johannes Standonck

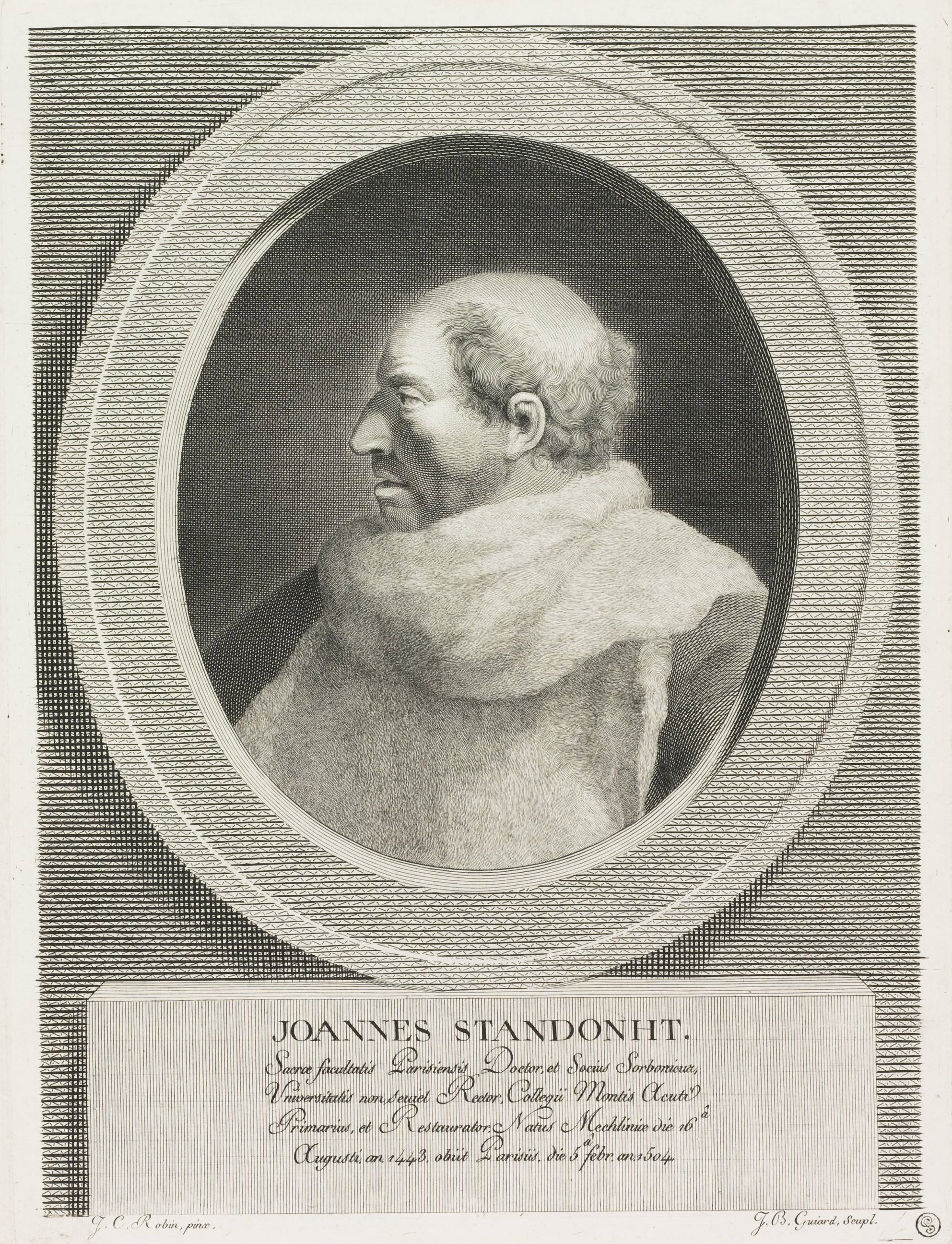
Johannes Standonck

Johannes Standonck, auch Johann Standonck, Jan Standonck oder Jean Standonk, (* 16. August 1453 in Mechelen; † 5. Februar 1504 in Paris) war ein flämischer Priester, Scholastiker und Reformer.

## Leben
Nach dem Besuch von Schulen in Gouda und Mechelen schrieb sich Johannes Standonck 1469 an der Universität Löwen ein, 1471 wechselte er an die Universität Paris und arbeitete im Kolleg Montaigu. Im Jahr 1477 wurde er Professor an der Universität Paris, noch im gleichen Jahr fungierte er als Prokurator. Ab 1480 arbeitete er als päpstlicher Notar bei der Kurie in Rom, wechselte aber 1883 wieder zurück an die Universität Paris, wo er Regens wurde. Im Winter 1485/86 hatte er das Amt des Rektors der Universität inne, anschließend war er wieder Prokurator und Prior am Kollegion Sorbonne. Im Jahr 1498 war er Stifter des Kollegiums Standonck, das Begünstigter eines Armenstiftes wurde. Im Jahr 1490 promovierte er an seiner Universität. Im Jahr 1492 wurde er Domherr am Stift St. Honorius, 1493 war er Domherr an der Kathedrale von Beauvais, ein Jahr später an der Kathedrale Notre-Dame de Paris. Im November 1500 kehrte er an die Universität Paris zurück und gründete zahlreiche Stiftungen. Er starb in Paris im Jahr 1504.

## Wirken und Bedeutung
Standonck war Teil der großen Reformbewegung in der französischen Kirche des 15. Jahrhunderts. Sein Ansatz bestand darin, die Rekrutierung und Ausbildung des Klerus zu reformieren, und zwar nach sehr asketischen Grundsätzen, die stark vom heiligen Eremiten Franz von Paola beeinflusst waren. Zu diesem Zweck gründete er zahlreiche Kollegs, die alle streng kontrolliert wurden und armen Studenten mit echten Berufungen gewidmet waren. Zu ihnen gehörte vor allem das Collège de Montaigu, das später zur Universität von Paris gehörte. Er lebte zu einer Zeit, in der dieses Reformmodell zunehmend unter Druck geriet, weil es von einem seiner berühmtesten Schüler, Erasmus von Rotterdam, gründlich kritisiert wurde.